# Бессрочный отпуск (альбом)
Бессрочный отпуск — четвёртый и последний студийный альбом российской инди-рок группы Пасош, выпущенный в феврале 2019 года. В дополнение к альбому было выпущено четыре клипа — «Отдых и развлечения», «Макс, останови машину!», «Испуганный Ёж» и «Когда тебе грустно», а также документальный фильм «Когда-нибудь что-нибудь будет как я хочу?», снятый режиссёром Викой Терентьевой.

## История создания
22 октября 2018 года группа Пасош на своей странице в ВКонтакте объявила, что уходит в «бессрочный отпуск».

Лишившись позиции и плана по изменению мира к лучшему, мы рискуем свариться в удушающей зоне комфорта, не оставляющей пространства для творчества и самовыражения. Все это подводит нас к очень простой мысли: нет никакого смысла быть большой и популярной группой, если ты ни за что не выступаешь и за тобой ничего не стоит. Мы приняли решение уйти в бессрочный отпуск до тех пор, пока не поймем, как изменить сложившуюся ситуацию
— заявление группы в ВКонтакте 
Большая часть поклонников группы решила, что группа прекращает свою творческую деятельность, однако 1 февраля группа выложила промо-видео под названием «Подотритесь», в котором прорекламировала туалетную бумагу с изображением логотипа группы, а тремя днями позже выложила альбом. В марте 2019 года музыканты выступили на ток-шоу «Вечерний Ургант» с песней «Отдых и развлечения». После этого группа поехала в тур по России, Украине, Беларуси и Казахстану, а также дали концерты в Берлине, Праге, Варшаве, Будапеште, Вильнюсе, Риге и Таллине. В том же году были одними из хэдлайнеров крупного фестиваля «Боль».
Альбом попал в списки лучших альбомов года и стал самым популярным альбомом коллектива. Анимационный клип на песню «Когда тебе грустно» стал самым просматриваемым видео группы, собрав на YouTube свыше 3.5 миллионов просмотров.

## Список композиций
| №                   | Название                                    | Длительность |
| ------------------- | ------------------------------------------- | ------------ |
| 1.                  | «7/4»                                       | 4:53         |
| 2.                  | «Когда-нибудь что-нибудь будет как я хочу?» | 3:49         |
| 3.                  | «Когда тебе грустно»                        | 2:40         |
| 4.                  | «Помпиду»                                   | 1:28         |
| 5.                  | «Что-то особенное»                          | 5:30         |
| 6.                  | «Макс, останови машину!»                    | 2:30         |
| 7.                  | «Скучный человек»                           | 6:41         |
| 8.                  | «Отдых и развлечения»                       | 5:56         |
| 9.                  | «Испуганный ёж»                             | 3:57         |
| Общая длительность: | Общая длительность:                         | 37:28        |

## Участники записи
Участники группы:
- Петар Мартич — вокал, бас-гитара
- Кирилл Городний — гитара
- Григорий Драч — барабаны

Приглашенные музыканты:
- Сергей Кашкин — труба
- Уилл Киллингсворт — мастеринг

Сведением альбома занимался Павел Еремеев.

## Рецензии
Редакторы издания Афиша рассматривают альбом как «разнузданный инди-рок, не сбавляющий темпа: громкий, крикливый, шумный и хлесткий», «если раньше „Пасош“ писали о нескучной жизни нынешних двадцатилетних, то теперь это сплошная рефлексия человека, который медленно подбирается к 30-летию: он все время строит планы, пытается как-то перепридумать свою жизнь, чему-то научиться, но каждый раз у него что-то ломается».